# Karl Pflaumer

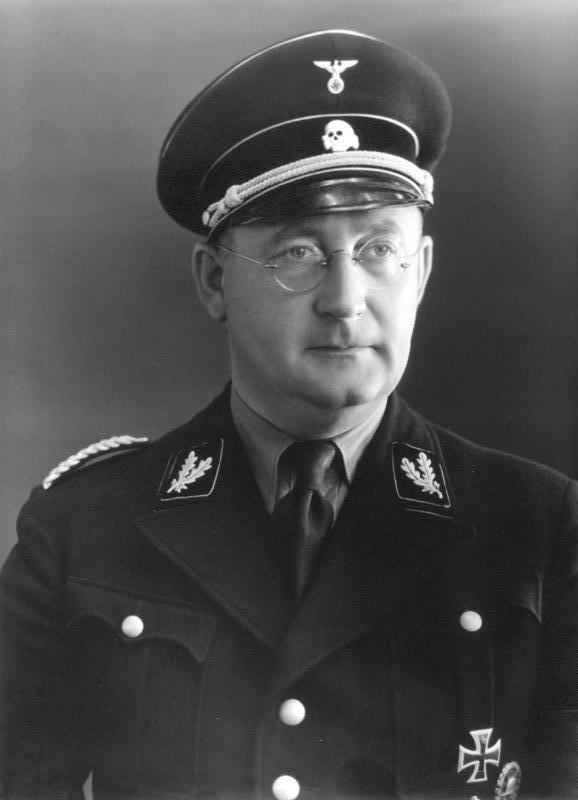
Karl Pflaumer, 1934

Karl Pflaumer (* 27. Juli 1896 in Rauenberg; † 3. Mai 1971 in Rastatt) war ein deutscher Politiker (NSDAP). Zur Zeit des Nationalsozialismus war er Innenminister des Landes Baden, Mitglied des Reichstags und SS-Führer, zuletzt im Rang eines SS-Brigadeführers.

## Leben

### Berufsausbildung und Erster Weltkrieg
Pflaumer, Sohn des Oberlehrers Hans Georg Pflaumer und dessen Frau Lina, geborene Raab, hatte sechs Geschwister. Er absolvierte von 1902 bis 1910 die Volks- und Mittelschule. Von 1910 bis 1914 besuchte er in Tauberbischofsheim und Ettlingen ein Lehrerseminar, das er jedoch nicht abschloss. Stattdessen meldete er sich bei Ausbruch des Ersten Weltkrieges freiwillig zur Armee und kam zunächst nach Karlsruhe in das 1. Badische Leib-Grenadier-Regiment Nr. 109. Im Dezember 1914 folgte seine Versetzung zum Reserve-Infanterie-Regiment Nr. 40 an die Westfront. Danach war er beim Reserve-Infanterie-Regiment Nr. 109 eingesetzt, durchlief eine Offiziersausbildung und wurde im August 1915 im Rang eines Leutnants der Reserve zum Füsilier-Regiment „von Gersdorff“ (Kurhessisches) Nr. 80 kommandiert. Im August 1917 wechselte er zur Fliegertruppe. Nachdem er im Luftkampf abgeschossen wurde, geriet er in französische Kriegsgefangenschaft, aus der er am 2. Februar 1920 entlassen wurde. Er verließ die Armee als Oberleutnant der Reserve.

### Zeit der Weimarer Republik – Polizeidienst und nationalsozialistische Betätigung
Pflaumer war seit 1920 mit Hertha, geborene Hauck, verheiratet und Vater dreier Kinder. Er zog 1920 von Wertheim nach Heidelberg. Ab April 1920 verrichtete er Polizeidienst – seit 1922 als Oberleutnant – bei der Badischen Schutzpolizei. Anfang März 1929 wurde Pflaumer angeblich wegen nationalsozialistischer Betätigung aus dem Polizeidienst entlassen. Hintergrund der Entlassung Pflaumers aus dem Polizeidienst war seine Teilnahme an einer geschlossenen Versammlung der NSDAP am 5. März 1928 in Heidelberg. Die Mitgliedschaft in dieser Partei war badischen Beamten jedoch verboten. Aufgrund dessen wurden gegen ihn Ermittlungen aufgenommen. Pflaumer gab an, zu diesem Zeitpunkt nicht der NSDAP, sondern der Reichspartei für Volksrecht und Aufwertung, einer Partei der Inflationsgeschädigten, angehört zu haben. Daraufhin erfolgte seine Versetzung vom Bereitschafts- zum Revierdienst. Pflaumer meldete sich schließlich krank und wurde krankheitsbedingt aus dem Polizeidienst entlassen, da bei ihm eine Endogene Depression diagnostiziert wurde.
Der SA trat er spätestens 1929 bei, er war ab diesem Zeitpunkt als SA-Standartenführer hauptamtlich Gauredner. Im Oktober 1929 wurde er zu einer vierwöchigen Haftstrafe sowie einer Geldstrafe verurteilt, da er den Innenminister des Landes Baden, Adam Remmele, öffentlich durch eine Kampagne beleidigt hatte. Zum 1. Januar 1930 trat er der NSDAP bei (Mitgliedsnummer 186.057) und wurde Kreispropaganda- und stellvertretender Kreisleiter der Partei. Er wechselte am 1. Juni 1932 von der SA zur SS über (SS-Nummer 62.511). Pflaumer wurde 1933 noch Mitglied der NSV und 1938 des Lebensborn.

### Zeit des Nationalsozialismus – Badischer Innenminister und Antisemit
Von November 1930 bis Anfang Mai 1933 war er Stadtrat in Heidelberg und gehörte ab dem 9. März 1933 kommissarisch – zur besonderen Verfügung – dem Kabinett Wagner an. Vom 6. Mai 1933 bis April 1945 war er Innenminister im Kabinett Köhler. Pflaumer setzte in seiner Funktion als Innenminister die „Gleichschaltung“ der Verwaltung, insbesondere der Polizei, in Baden um. Nachdem Heinrich Himmler 1936 Reichsführer SS und Chef der deutschen Polizei wurde und 1943 zudem auch noch Reichsinnenminister, wurde Pflaumers Kompetenzbereich aufgrund der Zentralisierung der Innenpolitik jedoch kontinuierlich eingeschränkt. Ab der 9. Wahlperiode im November 1933 war Pflaumer für den Wahlkreis 32 (Baden) durchgehend bis Frühjahr 1945 Mitglied des Reichstages.
Im Zusammenhang mit der 1935 aufgekommenen Spielbankaffäre in Baden-Baden fiel auch Pflaumers Name. Pflaumer soll regelmäßig in der Spielbank Baden-Baden verkehrt und den „jüdischen“ Besitzer gegen den kostenfreien Erhalt von Spielmarken vor deutschen Zollrazzien gewarnt haben. Da Pflaumer jedoch nichts nachgewiesen werden konnte, wurden die Ermittlungen gegen ihn schließlich eingestellt.
Pflaumer, der sich später im Entnazifizierungsverfahren selbst als Antisemiten bezeichnete, war regional verantwortlich für die 1935 angeordnete Zusammenstellung einer Judenkartei, welche die Basis für die Erfassung von jüdischen Mitbürgern zur Deportation in die Vernichtungslager schuf. Zudem setzte er 1940 eine Verordnung um, durch die das Vermögen deportierter Juden dem Staat zufiel. In Einzelfällen verhalf er Juden jedoch zur Ausstellung von Pässen für die Emigration und bewahrte in einem Fall auch die Großmutter eines Mitarbeiters vor der Deportation nach Theresienstadt. Andererseits ließ er sich den Anfang Mai 1933 in das KZ Kislau verschleppten und dort ermordeten Ludwig Marum vorführen und ihn demütigen; Marum war Rechtsanwalt von Remmele gewesen, der von Pflaumer beleidigt worden war.

### Zweiter Weltkrieg
Nach Ausbruch des Zweiten Weltkrieges nahm er als Major der Reserve der Luftwaffe 1940 am Westfeldzug teil. Danach wurde er zusätzlich zu seinen sonstigen Ämtern Leiter der Verwaltungs- und Polizeiabteilung in Straßburg beim Leiter der Elsässer Zivilverwaltung. Er soll dort Robert Wagners „Volkstumspolitik“ nicht sonderlich unterstützt haben. Bei der SS stieg er im April 1940 bis zum SS-Brigadeführer auf.
Pflaumer kam im März 1941 gemeinsam mit weiteren deutschen Beratern, darunter Gustav Richter, nach Rumänien. Bis März 1942 beriet er die rumänische Regierung in Verwaltungsfragen und forcierte dabei auch antijüdische Maßnahmen. So war Pflaumer bei der Einrichtung des Czernowitzer Ghettos im September 1941 anwesend. Nach dem Ende seiner Beratertätigkeit in Rumänien nahm Pflaumer wieder seine Tätigkeit als Leiter der Verwaltungs- und Polizeiabteilung in Straßburg (bis Ende November 1944) und seinen Posten im badischen Innenressort wieder auf. Kriegsbedingt verlegte er im März 1945 seinen Dienstsitz kurzzeitig von Karlsruhe nach Baden-Baden. Im April 1945 wurde Pflaumer bei seinem Versuch, sich in die Schweiz abzusetzen, von der französischen Armee gefangen genommen.

### Nachkriegszeit
Pflaumer wurde durch die französische Besatzungsmacht interniert und Ende Mai 1948 aus der Haft entlassen. Danach war er im Gerichtsgefängnis in Karlsruhe und schließlich vom 2. bis zum 12. August 1948 im Internierungslager Ludwigsburg. Pflaumer war später zeitweilig als Handelsvertreter tätig. Bei seinem Entnazifizierungsverfahren in Karlsruhe wurde er Mitte Januar 1950 als Belasteter eingestuft und zu einer Geldstrafe verurteilt. Er erhielt später auf dem Gnadenweg eine Pension, die sich ab Ende der 1950er Jahre aus der Tätigkeit als Polizeibeamter und teilweise auch durch die Führung des badischen Innenressorts zusammensetzte.
Sein älterer Bruder, der Kaufmann Hans Pflaumer (* 7. Februar 1895 in Wertheim), trat erfolglos zur Bundestagswahl 1949 für die Unabh. (Notgemeinschaft/Bund der Fliegergeschädigten und Sparer) im Bundestagswahlkreis Karlsruhe-Stadt (Nr. 175) an.

## Auszeichnungen
- Eisernes Kreuz II. und I. Klasse, ab 1940 Spange zum Eisernen Kreuz II. und I. Klasse[2]
- Orden vom Zähringer Löwen II. Klasse[2]
- Goldenes Parteiabzeichen der NSDAP (1937)[9]
- Goldenes Gauehrenzeichen[2]
- Totenkopfring der SS, Ehrendegen des Reichsführers SS und Julleuchter der SS[2]